# Rezerwat przyrody Kołowskie Parowy im. Józefa Lewandowskiego
Rezerwat przyrody Kołowskie Parowy im. Józefa Lewandowskiego – rezerwat leśny o powierzchni 24,34 ha, utworzony 30 maja 1956 jako "Rezerwat przyrody Kołowskie Parowy". Leży w województwie zachodniopomorskim, w środkowej części Szczecińskiego Parku Krajobrazowego „Puszcza Bukowa”, 1,5 km na wschód od Kołowa. W 1982 r. zarządzeniem Ministra Leśnictwa i Przemysłu Drzewnego z dnia 23 sierpnia (Monitor Polski nr 20, poz. 179) otrzymał aktualną nazwę na cześć Józefa Lewandowskiego.
Rezerwat jest lasem liściastym na zboczach wzniesień morenowych, którego głównym celem ochrony jest zachowanie lasu bukowego w różnych odmianach typologicznych (buczyna pomorska, Melico Fagetum typicum) z bogatymi zespołami roślin zielnych w runie. Przez rezerwat przepływa strumień Utrata, który nagle zanika i równie nagle pojawia się na powierzchni. Dno parowu zajmuje buczyna źródliskowa.
Obszar rezerwatu podlega ochronie czynnej.
Rośliny chronione: kruszczyk szerokolistny (Epipactis helleborine), kruszczyk siny (Epipactis purpurata), kruszyna pospolita (Frangula alnus), kalina koralowa (Viburnum opulus), marzanka wonna (przytulia wonna, Galium odoratum).
Rośliny rzadkie i ginące: perłówka jednokwiatowa (Melica uniflora), kostrzewa leśna (Festuca altissima), szczyr trwały (Mercurialis perennis), czartawa pospolita (Circaea lutetiana), turzyca zgrzebłowata (Carex strigosa), zachyłka oszczepowata (Phegopteris connectilis), kokorycz pusta (Corydalis cava, lub Corydalis bulbosa), przytulia pospolita (Galium mollugo)
Niektóre rośliny powszechnie występujące: prosownica rozpierzchła (Milium effusum), fiołek leśny (Viola reichenbachiana), gajowiec żółty (Galeobdolon luteum), zawilec gajowy (Anemone nemorosa), szczawik zajęczy (Oxalis acetosella). 
W południowo-wschodnim narożniku rezerwatu, na skrzyżowaniu dróg ze Szczecina Śmierdnicy i z Kołowa, głaz narzutowy z tablicą upamiętniającą mgr. inż. Józefa Lewandowskiego, wybitnego leśnika, żyjącego w latach 1907–1968, pioniera zagospodarowania lasów Pomorza Zachodniego, wieloletniego dyrektora OZLP (Okręgowego Zarządu Lasów Państwowych) w Szczecinie i prezesa LOP w Szczecinie (1957–1968).

## Szlaki turystyczne
- Szlak im. Stanisława Pawelskiego (dł. 12,7 km; Szczecin Kijewo (pętla autobusowa) – Kijewko – Lisi Potok – leśniczówka Kołowo – rez. przyr. „Kołowskie Parowy” – Gliniec (ogród dendrologiczny) – Glinna)
- Szlak im. Stanisława Grońskiego (dł. 39,6 km; Szczecin Zdroje (PKP) – rez. przyr. „Bukowe Zdroje” – grodzisko Chojna – Głaz Grońskiego – Dęby Bolesława Krzywoustego – Kijewko – wzg. Lisica (maszt RTV) – Kołowo – Binowo – rez. przyr. „Źródliskowa Buczyna” – leśniczówka Kołowo – rez. przyr. „Kołowskie Parowy” – Szczecin Jezierzyce (Zespół przyrodniczo-krajobrazowy „Jezierzyce”) – Zdunowo)